# 1-Fenilbutan-1-ona
L'1-fenilbutan-1-ona, coneguda com a butirofenona, és un compost químic orgànic de la classe de les cetones de fórmula molecular C10H12O, els derivats de la qual, anomenats habitualment butirofenones, es fan servir per al tractament de determinats trastorns psiquiàtrics, com ara l'esquizofrènia, així com pel seu ús com a antiemètics.
Alguns exemples de fàrmacs derivats de la butirofenona, comercialitzats a l'estat espanyol:
- Haloperidol (Haloperidol), antipsicòtic de primera generació abastament usat
- Droperidol (Droperidol, Xomolix) usat en la neuroleptoanestèsia i la sedació a les unitats d'anestèsia i de cures intensives
- Domperidona (EFG, Domperidona, Motilium), un antagonista dopaminèrgic —molt emprat per la seva accióantièmetica— derivat secundari de la butirofenona, sense ser-ho estrictament parlant

L'antipsicòtic atípic risperidona tot i que no és una butirofenona, va ser desenvolupat prenent les estructures del benperidol i la ketanserina com a base.